# باب برج النار

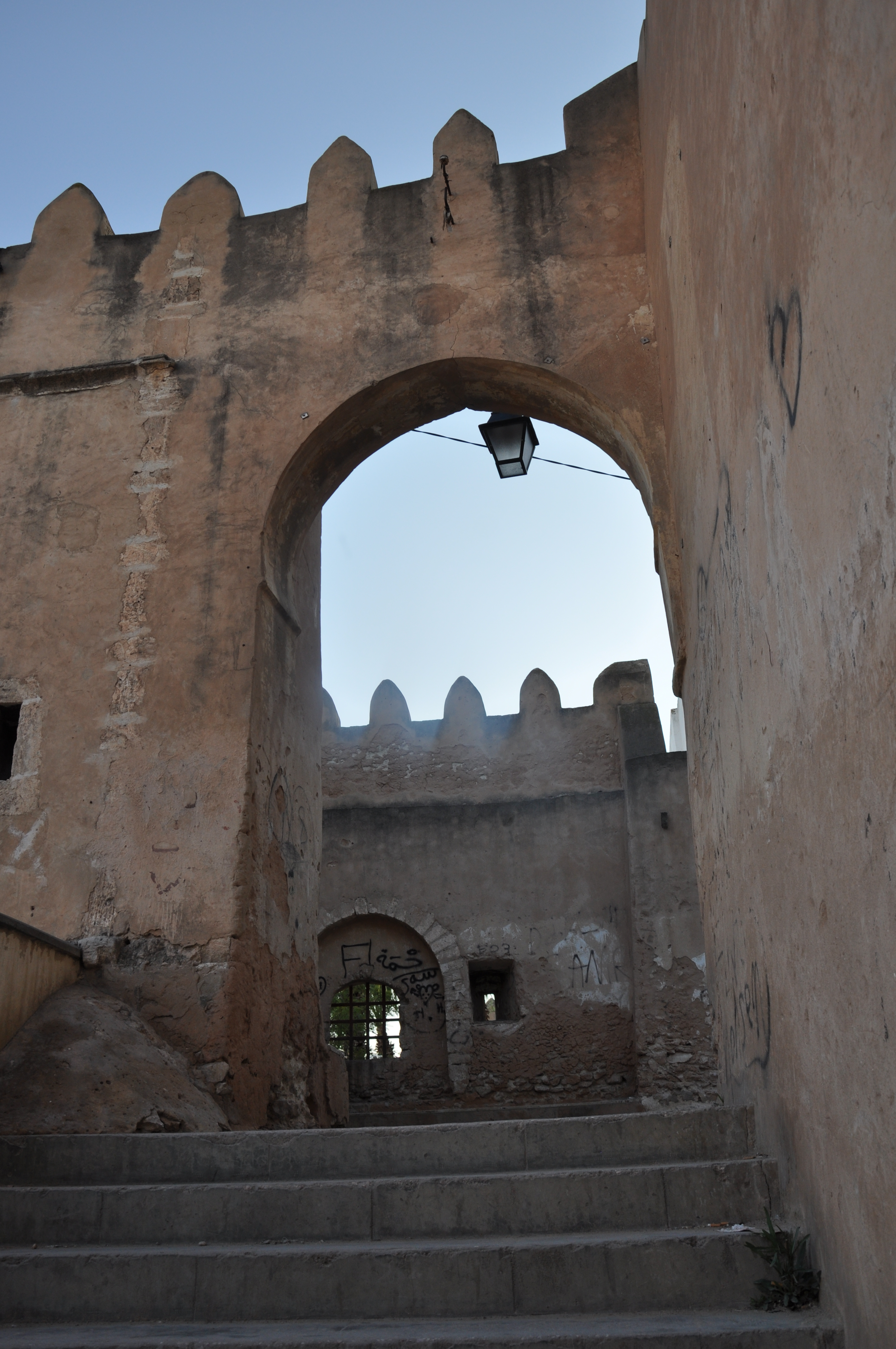
مدخل باب برج النار

باب برج النار هو أحد أبواب مدينة صفاقس العتيقة الذي يقع شرق الجهة الجنوبية للسور، ويتيح الوصول إلى برج النار وهو حصن دفاعيّ للجهة الجنوب شرقيّة لسور المدينة. و نظرا لعدم استواء المكان فان الولوج من باب برج النار يكون عبر درج موجود أسفل السور يطل على موقف سيارات بشارع علي البلهوان.

## التاريخ
ويعتبر هذا الباب واحدا من مجموعة أبواب شيدت في القرن الـعشرين نظرا لاحتقان المدينة العتيقة ولتسهيل اتّصالها بما هو خارجها.

## معرض صور

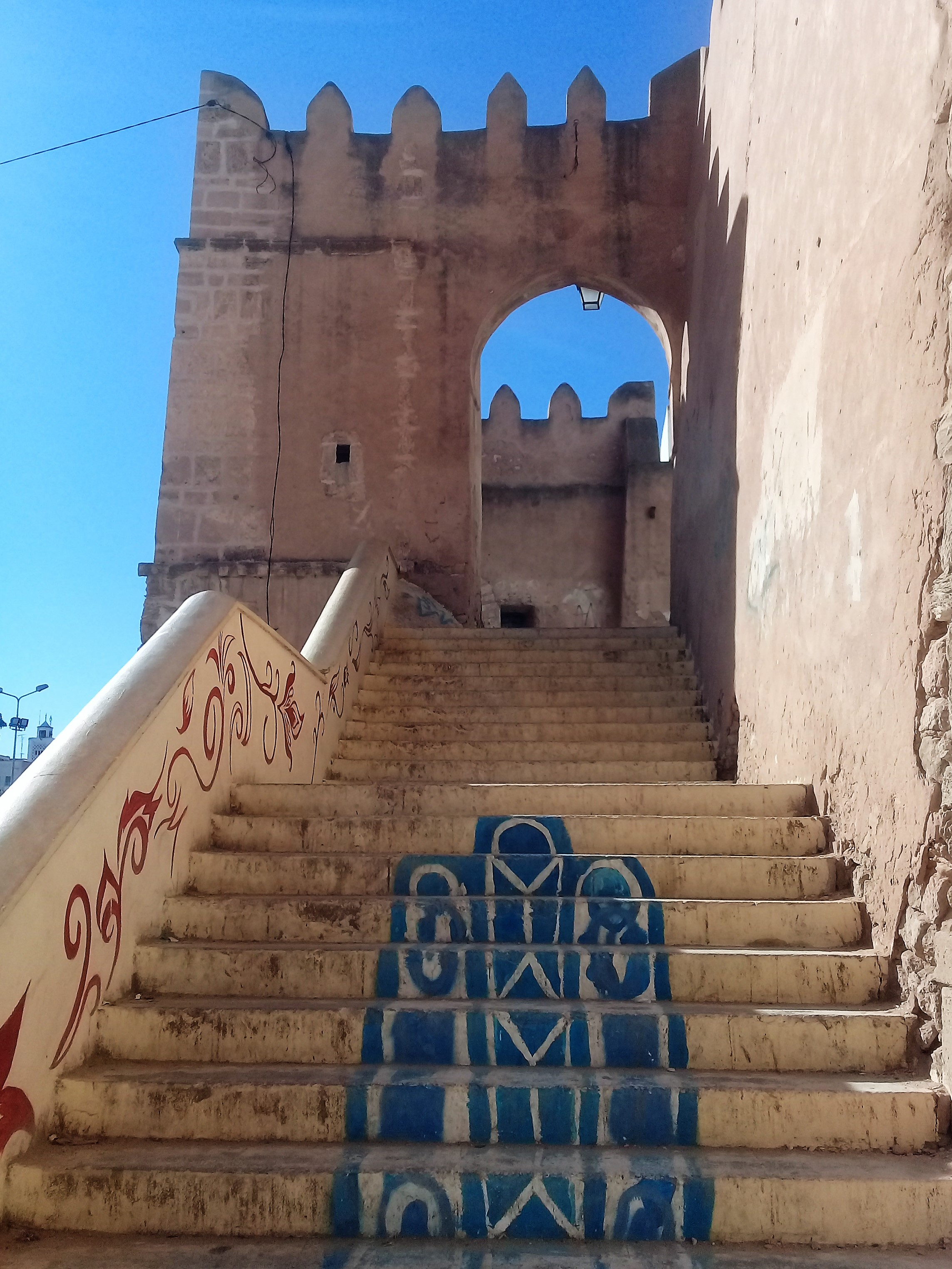
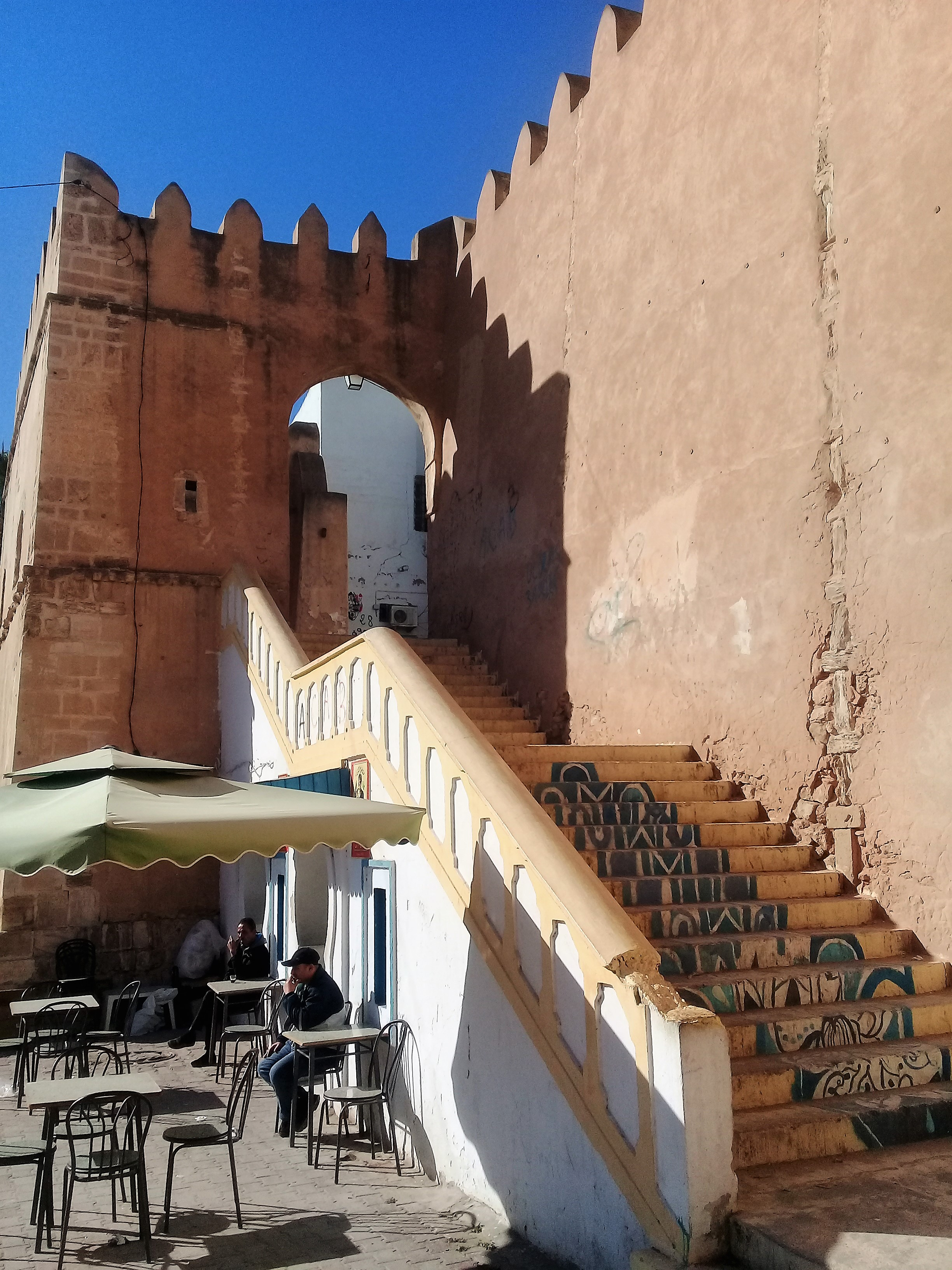
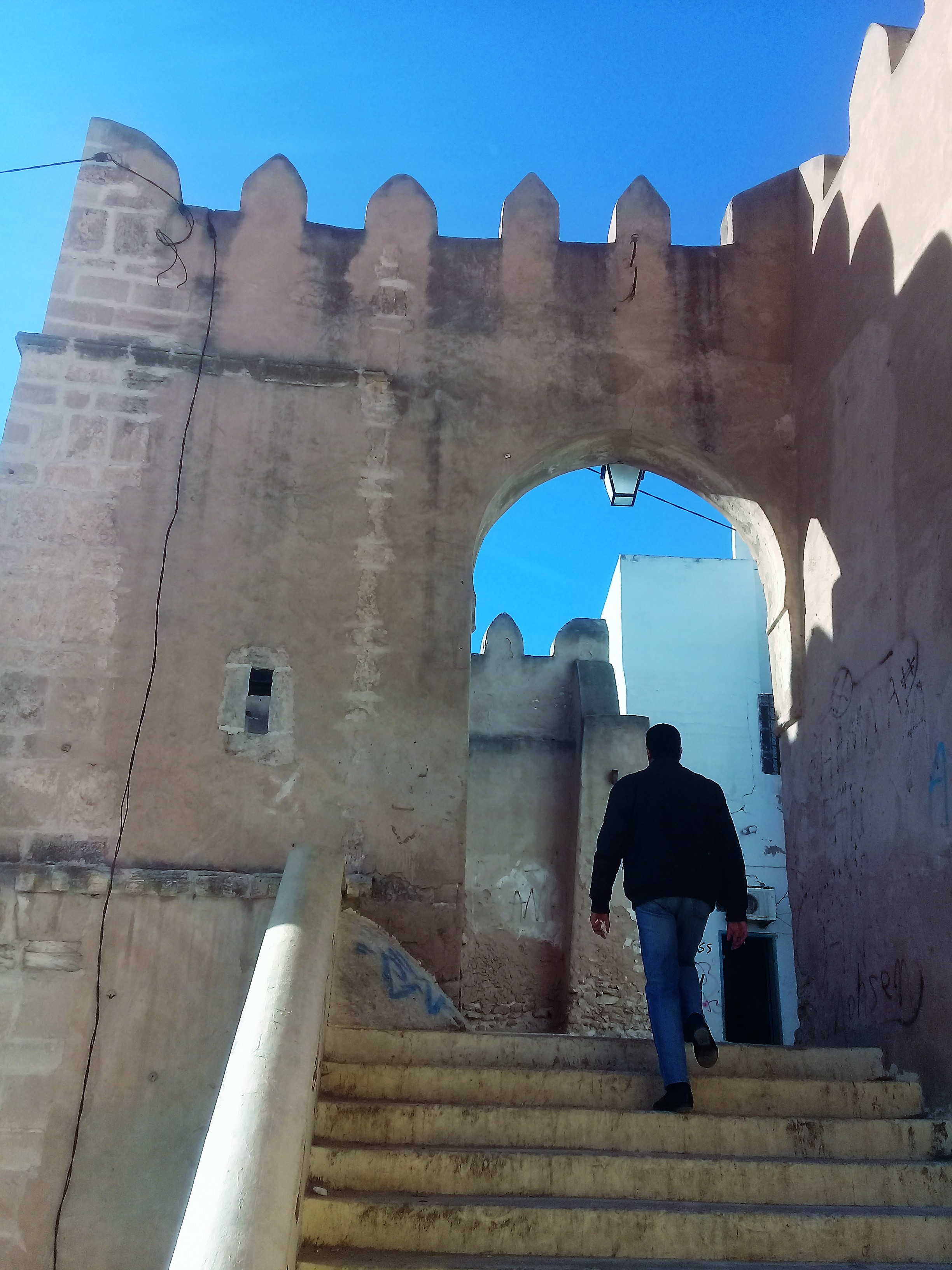
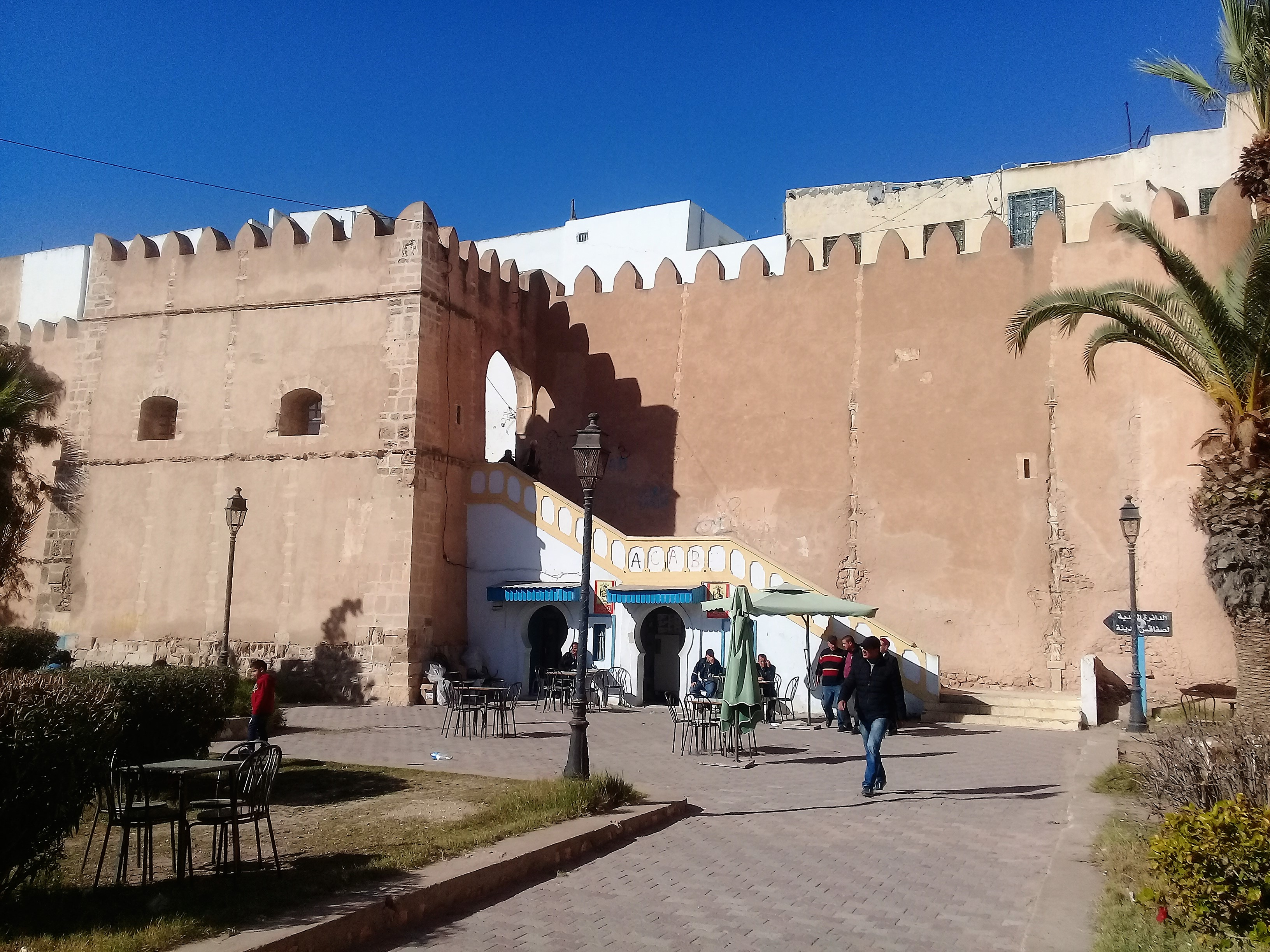